# 开州 (河南省)
开州，中国金朝、元朝、明朝、清朝时设置的州。
金太宗天会八年（1130年），改开德府为澶州。金熙宗皇统四年（1144年）改澶州置，治所在濮阳县（今河南省濮阳市）。下辖濮阳县、观城县、清丰县，属大名府路。金章宗泰和八年（1208年），开封府长垣县改属开州。辖境相当今河南省濮阳县、清丰县、长垣县等及范县西北部地。金宣宗兴定四年（1220年）被蒙古帝国占领。元朝开州属大名路，下辖濮阳县、长垣县、清丰县、东明县。明太祖洪武二年（1369年）濮阳县省入开州，开州下辖东明县、长垣县，属北直隸大名府。清朝初年，开州下辖东明县，雍正时东明县直属直隸省大名府，开州成为散州，不辖县。1913年降为开县，次年又改开县为濮阳县。